# Angry Anderson
Gary Stephen Anderson (Melbourne, 5 de agosto de 1947), conocido como Angry Anderson, es un cantante de rock, reportero, actor y activista político australiano. Ha sido el vocalista de la banda Rose Tattoo desde 1976 pero también es reconocido por sus obras benéficas. El sencillo más popular de Rose Tattoo en Australia es "Bad Boy for Love", de 1977, el cual alcanzó el puesto No. 19 en las listas. En 1987, la balada "Suddenly", perteneciente a su catálogo como solista, alcanzó el No. 2 en las listas del país oceánico. El 26 de enero de 1993, Anderson fue nombrado Miembro de la Orden de Australia.

## Discografía

### Con Buster Brown
- Something to Say - 1974

### Con Rose Tattoo
- Rose Tattoo - 1978
- Assault & Battery - 1981
- Scarred for Life - 1982
- Southern Stars - 1984
- Beats from a Single Drum - 1986
- Pain - 2002
- Blood Brothers - 2007

### Como solista
- Beats From a Single Drum - 1989
- Blood For Stone - 1990

## Filmografía
- Fat Pizza vs. Housos (2014)
- Bogan Hunters (2014) (TV)
- Go Back To Where You Came From (2012) (TV)
- Housos (2011) (TV)
- Suite For Fleur (2011)
- Swift and Shift Couriers (2008, 2011) (TV)
- Pizza (2005) (TV)
- Fat Pizza (2003)
- Finding Joy (2002)
- Scuff the Sock (1987) (TV)
- Mad Max Beyond Thunderdome (1985)
- Bullamakanka (1984)